# Припікало
Припіка́ло — бог весняних робіт і родючості у прибалтійських українських племен. (За О. Фамінциним).